# Berva (moped)

A Berva az Egri Finomszerelvénygyárban Felsőtárkányban 1958 és 1962 között gyártott segédmotor-kerékpár.

## Története
Az 1955-ben bevezetett  Dongó segédmotor, amelyet kerékpárra lehetett szerelni, nem váltotta be a hozzá fűzött reményeket: nem tudta teljes értékű motorizált járművé varázsolni a kerékpárt. Ezért egy új, önálló mopedet (pedállal is hajtható, de önállóan motorral haladni képes segédmotor-kerékpár) kellett fejleszteni.
A fejlesztés során a külföldi tapasztalatokat vették alapul, amelyek azt mutatták, hogy a mopedek mellett az 50 cm³-es törperobogók is népszerűek. Ezért a gyártási költségek csökkentése érdekében egy mopedet és egy törperobogót terveztek, azonos erőforrással. A motort a székesfehérvári Vadásztölténygyár szállította, amely fölös kapacitását kötötte le ezzel a munkával. A moped a Berva, míg a törperobogó a Panni nevet kapta.
A Berva összeszerelését – szintén kapacitás-kihasználási okokból – az egri Finomszerelvénygyárban végezték. A gyártás 1958-ban indult, az 1,5 lóerős, kétsebességes, aluhengeres Berva VT50-nel. A moped külsejét és műszaki színvonalát tekintve megfelelt a kor átlagának. A szép vonalú burkolat mélyre húzott sárvédőivel és a karburátort takaró lemezekkel tiszta üzemet ígért. Alatta korszerű műszaki megoldások rejtőztek: kormányváltó, elöl-hátul lengőkaros felfüggesztés, telefékdobos agyak, kormányról működtethető elektromos kürt, távolsági fényszóróval is felszerelt első lámpa. A moped ekkor 5200 Ft-ba került.
A megbízhatósággal sorozatos problémák akadtak. A motor a Bervával még elbírt valahogyan, de a nehezebb és nagyobb homlokfelületű Pannihoz már gyengének bizonyult. Ezért átalakították a szívócsatornát, ezzel 1,8 lóerőre növekedett a teljesítmény. A váz nem mindig bírta az igénybevételt, ezért 1960-ban megerősítették a kormánytoknál. A korai Bervák első felfüggesztése gyengének bizonyult, a lengőkarok gyakran törtek és a fékek sem álltak a helyzet magaslatán, így még ebben az évben új lengőkarokat és fékkulcsokat építettek be.
A módosítások másra is kiterjedtek: próbálták a gyártást minél egyszerűbbé és olcsóbbá tenni, illetve – különösen az után, hogy 1960-tól a Panni is a Finomszerelvénygyárban készült – egységesíteni az egyes alkatrészeket. Ezért az ívelt kormányt egyenes csőkormányra cserélték, elhagyták a nyereg állítási lehetőségét, a gyártás vége felé megszüntették a kerékpárüzemet (innentől kezdve nem lehetett pedállal hajtani a motort, a pedálok csak indításra, fékezésre és lábtartóként voltak használhatók) és a motor megkapta a Panni fém tanksapkáját.
Többször tervezték a típus modernizálását, voltak tervek egy turbóhűtéses, nagyobb teljesítményű változatra is Berva Extra néven. A fejlesztési pénzek hiánya miatt azonban ez az ötlet nem valósult meg.
A motor gyártását 1962-ben állították le a csökkenő kereslet és a KGST-n belüli járműipari profilrendezés miatt, ezek után a kereskedelem külföldről importált mopedeket. A Bervák helyét a keletnémet Simsonok, a csehszlovák Jawák, a lengyel Komarok és a szovjet Rigák vették át.

## Külső hivatkozások
- Maróti Motorkerékpár-gyűjtemény: Berva moped
- Berva linkgyűjtemény